# راسموس میگرن
راسموس میگرن (انگلیسی: Rasmus Myrgren؛ زادهٔ ۲۵ نوامبر ۱۹۷۸) قایقران قایق بادبانی اهل سوئد است.